# Jeanne Duval

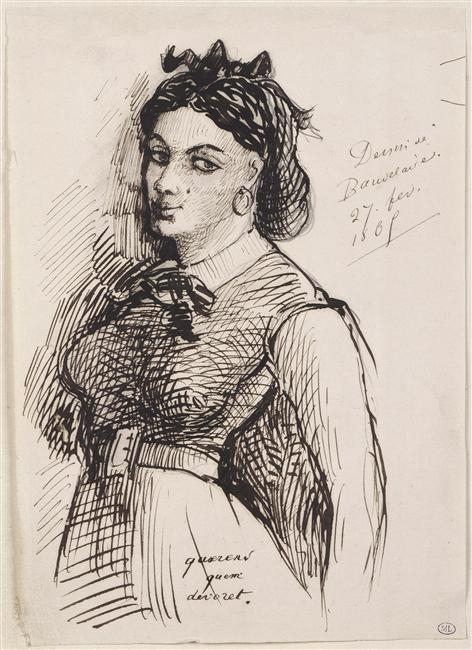
Jeanne Duval (Zeichnung von Charles Baudelaire)

Jeanne Duval (* um 1820; † 1862) war die Muse des französischen Dichters Charles Baudelaire.

## Biografie
Baudelaire lernte die Schauspielerin und Tänzerin Jeanne Duval 1842 kennen. Sie hatte von 1838 bis 1839 kleine Rollen am Théâtre de la Porte‐Saint‐Antoine übernommen. Jeanne Duval wurde Baudelaires Geliebte und Muse, die er „Vénus Noire“ nannte. Eine Anzahl von Gedichten wurden durch sie inspiriert, wie „Le Serpent qui danse“, die Teil der 1857 erschienenen Veröffentlichung Les Fleurs du mal waren. Ab 1858 war sie gelähmt und der selbst nicht vermögende Baudelaire bezahlte ihr das Pflegeheim.